# Río Zapatón
El río Zapatón es un río del oeste de la península ibérica perteneciente a la cuenca hidrográfica del Guadiana, que transcurre por Extremadura (España).

## Curso
Los arroyos de la cabecera del Zapatón descienden desde la sierra de San Pedro, en el término municipal de Aliseda, provincia de Cáceres. El río discurre en sentido norte-sur a lo largo de unos 52 km que atraviesan los términos pacenses de Alburquerque, Villar del Rey y Badajoz, donde desemboca en el río Gévora, a pocos kilómetros de la frontera hispano-lusa. 
Sus aguas están embalsadas en el Embalse Presa del Águila. 

## Flora y fauna
El Zapatón constituye un importante corredor ecológico entre la Sierra de San Pedro y el río Guadiana.